# مزرعه آهن جهاندیده
مزرعه آهن جهان دیده یک منطقهٔ مسکونی در ایران است که در دهستان حومه (لارستان) واقع شده‌است.